# Ježasti kaktus
Ježasti kaktus (lat. Echinopsis) je veliki rod u porodici kaktusa porijeklom iz Južne Amerike.
Postoji 70 vrsta raznih veličina, neke su veličine drveta, a druge sasvim male.
Rod Echinopsis slična je rodu Echinocactus po duljini cjevčica cvjetova, a porodici Cereus po obliku i veličini kaktusa i položaju cvjetova na kaktusima.
Duljina cjevčiva daje ljepotu cvjetovima iz ove porodice,koji su jako atraktivni.
Postojbina: vrlo slična kao i Echinocactusu, ove vrste potječu iz Čilea, Bolivije, Perua, Brazila i Meksika. Rastu jedino gdje ima pijeska, ili na stjenovitom planinskom području.

## Uzgoj
Vrste kao E. obrepanda (sin. E. cristata) vole svjetla mjesta i nekoliko kamenčića u zemlji, koji čine zemlju prozračnom (vrše drenažu). U zimi voda im se mora davati vrlo oprezno, i zrak mora biti suh. Temperatura im ne smije biti niža od 10 °C preko noći, jedino ako je jako hladno smije pasti do 5 °C. Preko dana temperatura mora biti iznad 14 °C. U proljeće biljke trebaju svu toplinu i svjetlost koje im daje sunce. U to vrijeme zalijevamo ih samo navečer i to tako da ih samo poprskamo. Malo vode drži biljku zelenom i svježom i pomaže u njenom rastu, ako sve bude kako treba u ljeto ćete imati prekrasne cvjetove.

## Pregled vrsta u rodu Echinopsis
Na popisu je 18 priznatih vrsta i jedan hibrid (notovrsta)
1. Echinopsis albispinosa K.Schum.
2. Echinopsis aurea Britton & Rose
3. Echinopsis breviflora (Backeb.) M.Lowry
4. Echinopsis calochlora K.Schum.
5. Echinopsis chrysantha Werderm.
6. Echinopsis clavata (F.Ritter) D.R.Hunt
7. Echinopsis densispina Werderm.
8. Echinopsis haematantha (Speg.) D.R.Hunt
9. Echinopsis jajoana (Backeb.) Blossf.
10. Echinopsis lageniformis (C.F.Först.) H.Friedrich & G.D.Rowley
11. Echinopsis marsoneri Werderm.
12. Echinopsis oligotricha (Cárdenas) M.Lowry
13. Echinopsis oxygona (Link) Zucc. ex Pfeiff. & Otto
14. Echinopsis rauschii Friedrich
15. Echinopsis rojasii Cárdenas
16. Echinopsis scopulicola (F.Ritter) Mottram
17. Echinopsis torrefluminensis M.Lowry
18. Echinopsis werdermannii Fric ex Fleisch.
19. Echinopsis ×cabrerae (Kiesling) G.D.Rowley

## Sinonimi
- Acanthanthus Y.Itô
- Acantholobivia Backeb.
- Acanthopetalus Y.Itô
- Andenea Kreuz.
- Aureilobivia Fric ex Kreuz.
- × Chamaecereopsis P.V.Heath
- Chamaecereus Britton & Rose
- Chamaelobivia Y.Itô
- Cinnabarinea Fric ex F.Ritter
- Cosmantha Y.Itô
- × Echinobivia G.D.Rowley
- Echinonyctanthus Lem.
- Furiolobivia Y.Itô
- Helianthocereus Backeb.
- Hymenorebulobivia Fric ex Kreuz.
- Hymenorebutia Fric ex Buining
- Lobivia Britton & Rose
- Lobiviopsis Fric ex Kreuz.
- Mesechinopsis Y.Itô
- Neolobivia Y.Itô
- Reicheocactus Backeb.
- Salpingolobivia Y.Itô
- × Salpingolobiviopsis Y.Itô
- Setiechinopsis Backeb. ex de Haas
- × Soehrenantha Y.Itô
- × Soehrenfuria Y.Itô
- × Soehrenlobivia Y.Itô
- × Soehrenopsis Ficzere & Fabian
- Soehrensia Backeb.